# Santiago Basile
Santiago Pablo Basile (Buenos Aires, 25 luglio 1988) è un giocatore di calcio a 5 argentino, campione del mondo con la nazionale argentina nel 2016.

## Carriera

### Club
Dopo gli inizi nell'All Boys Saavedra, Basile ha legato buona parte della sua carriera al Kimberley nel quale ha giocato complessivamente per una decina di stagioni distribuite in tre parentesi. In Argentina ha giocato inoltre con il Boca Juniors, con cui ha vinto tre titoli nazionali, mentre in Europa non ha avuto altrettanta fortuna. Particolarmente traumatica fu la breve esperienza al Manacor nell'estate del 2011: dopo aver svolto la preparazione estiva con la società spagnola, a settembre Basile fece rientro in patria per disputare la Copa América con la selezione argentina. Al suo ritorno in Spagna, Basile venne fermato all'aeroporto di Madrid-Barajas e dunque estradato per una irregolarità del permesso di lavoro.

### Nazionale
Convocato nella Nazionale maschile di calcio a 5 dell'Argentina fin da giovanissimo, ha giocato con l'Albiceleste oltre cento partite, contribuendo a conquistare la Copa América 2015 e la Coppa del Mondo 2016.

## Palmarès

### Club
- Campionato argentino: 5
Boca Juniors: 2012 (A), 2013 (A), 2013 (C)
Kimberley: 2015 (A), 2016

### Nazionale
- Campionato mondiale: 1
Colombia 2016
- Coppa America: 1
Ecuador 2015